# Objet archéologique gorgé d'eau
 (novembre 2018).
Un objet archéologique gorgé d'eau est un type d'artéfact archéologique nécessitant des précautions particulières lors de sa collecte.

## Particularités
En archéologie, l'engorgement d'eau entraîne l'élimination à long terme de l'air par les eaux souterraines, ce qui crée un environnement anaérobie capable de préserver parfaitement les artéfacts. Cette saturation en eau préserve les artefacts périssables. Ainsi, dans un site gorgé d'eau, des informations exceptionnelles d'un horizon archéologique (en) peuvent être obtenues en étudiant des artefacts en cuir, bois (bois gorgé d'eau), textile ou matériaux similaires. Il a été constaté que 75 à 90 % des vestiges archéologiques des sites de zones humides étaient des matériaux organiques. Les cernes trouvés dans les grumes préservées permettent aux archéologues de dater avec précision les sites. Les zones humides incluent lacs, marécages, marais, tourbières minérotrophes et autres tourbières.
Les tourbières, presque toutes présentes dans les latitudes septentrionales, sont parmi les environnements les plus importants pour l'archéologie des zones humides. Les tourbières ont également préservé de nombreuses pistes en bois, compris la plus ancienne route du monde de plus de 6 000 ans (Sweet Track).
Les hommes de tourbière sont les découvertes les plus connues des tourbières du nord-ouest de l'Europe, la plupart datant de l'âge du fer. La plupart des cadavres retrouvés étaient des individus qui ont connu une mort violente et ont probablement été exécutés en tant que criminels ou tués en sacrifice avant d'être jetés dans la tourbière. Par exemple, l’homme de Croghan a été poignardé, décapité, mutilé et ligoté au fond d’une cuvette. Son corps montre à quel point l'engorgement peut magnifiquement préserver un corps, car ses mains, sa peau, ses ongles et son ventre étaient incroyablement intacts. Ötzi, autre exemple d'artéfact ou de momie gorgé d'eau, a été découvert par deux touristes près de la frontière austro-italienne. Ötzi est maintenant exposé à Bolzano, en Italie, dans le musée d'archéologie du Tyrol du Sud.
De temps en temps, l'intérieur des tumulus peut réunir des conditions pour saturer en eau les artéfacts qu'ils abritent. Les sépultures en cercueil de chêne de l'âge du bronze en Europe du Nord, et plus particulièrement au Danemark, datent d'environ 1 000 ans av. J.-C. Ces cercueils avaient un noyau intérieur de pierres enroulé autour du cercueil en tronc d'arbre, avec un tumulus rond par-dessus. L’eau infiltrait ensuite l’intérieur du monticule et, en se combinant avec le tanin exsudé des troncs d’arbres, créait un milieu acide détruisant le squelette tout en préservant la peau, les cheveux, les ligaments et les vêtements des individus.
La découverte archéologique peut-être la plus intéressante faite en zone humide est le site d'Ozette, aux États-Unis. En 1750, une énorme coulée de boue a enseveli un établissement de chasse à la baleine sur la côte de l’État de Washington, protégeant ainsi les artefacts organiques de l’oxygène qui les aurait détériorés. Plus de 50 000 artefacts ont été trouvés en parfait état de conservation, dont près de la moitié en bois ou en matériel végétal. La chose la plus fascinante trouvée consiste en un bloc de cèdre d'un mètre de haut, sculpté en forme de nageoire dorsale de baleine.
Le problème archéologique majeur des découvertes gorgées d'eau, en particulier de bois, est qu'elles se détériorent rapidement lorsqu'elles sont découvertes, notamment sous l’action de l’oxygène et de la lumière du soleil. Afin d’éviter de la perte d’information archéologique, et la détérioration irréversible de ces artefacts, ils doivent être maintenus humides, voire submergés jusqu'à leur traitement en laboratoire. L’objectif de cette méthode est de maintenir l’environnement du mobilier archéologique au plus proche de celui dans lequel il a été retrouvé. La suite des opérations dépend de plusieurs facteurs, comprenant par exemple la nature de l’artefact, l’environnement duquel il est issu, son état de conservation, et son ou ses matériaux constitutifs. Les mesures de conservation expliquent pourquoi l'archéologie en milieu humide coûte environ quatre fois plus cher que l'archéologie en milieu sec.